# その男ゾルバ
『その男ゾルバ』（そのおとこゾルバ、Zorba the Greek）は1964年のイギリス・ギリシャ・アメリカ合衆国のドラマ映画。監督はマイケル・カコヤニス、出演はアンソニー・クインとアラン・ベイツなど。ギリシャの作家ニコス・カザンザキスの同名小説を原作としている。
第37回アカデミー賞において助演女優賞（リラ・ケドロヴァ）をはじめ3部門を受賞している（ノミネートは7部門）。
主人公アレクシス・ゾルバは実在の鉱山労働者ヨルゴス・ゾルバス（1867年 - 1942年）をモデルとしている。

## ストーリー
英国人作家バジルは、ギリシャ人の亡父が遺した亜炭炭鉱を再開するためにギリシャにやって来る。
目的地のクレタ島行きの船を待つ間、気のいいギリシャ人の男ゾルバと知りあったバジルは、採掘場の現場監督としてゾルバを雇うことにする。
炭鉱近くの村に着いた2人は、フランス人のマダム・ホーテンスが経営する安ホテルに泊まることにするが、女好きのゾルバはすぐにマダムと懇ろになる。
一方、バジルは村の中で孤立している美しい未亡人を気に掛ける様になる。
ところが未亡人に一方的な想いを寄せていた村の青年パブロが2人の仲を知って自殺すると、村人らは一斉に未亡人を目の敵にして石を投げつけ、男たちは刺し殺そうとまでする。
バジルがゾルバを呼び寄せて、ゾルバが何とか未亡人を助け出そうとするが、目を離した隙にパブロの父親が未亡人を殺してしまう。
彼女を救うことはおろか、何もできなかったバジルとゾルバは強く打ちのめされる。
ゾルバは成り行きでマダムと婚約することになるが、マダムは病に倒れ、ゾルバの腕の中で亡くなる。
死者の財産を勝手に奪い取って良いという村の風習に従い、村人らは嬉々としてマダムの家からありとあらゆるものを奪い去って行く。
ゾルバの発案で建設された、森から切り出した木材を山から滑り下ろすケーブルは、竣工式での試運転で倒壊する。
全てを失ったにもかかわらず少しも動じることのないゾルバの姿に感激したバジルは、ゾルバにギリシャのダンスを教えてくれる様に願い出た。
ゾルバはクレタ島の明るい太陽の下で悠々とダンスを踊り始めるのであった。

## キャスト
※括弧内は日本語吹替（テレビ版・初回放送1971年8月28日 NHK教育 15:00～17:00）
- アレクシス・ゾルバ: アンソニー・クイン（北村和夫）- 楽天的でバイタリティ溢れる自由な男。
- バジル: アラン・ベイツ（江守徹）- 英国人作家。父親はギリシャ人。ゾルバを気に入り、亡父の遺した採掘場の現場監督にする。
- 未亡人: イレーネ・パパス - 村の中で孤立している美しい未亡人。村の男らには全く見向きもしなかったが、バジルに惹かれ愛し合うようになる。
- マダム・ホーテンス: リラ・ケドロヴァ（田代信子）- 安ホテルの女主人。フランス人。元高級娼婦。過去の華やかな記憶に縋って生きている。なお、フランス語では「オルタンス」と発音する。

## 作品の評価

### 映画批評家によるレビュー
Rotten Tomatoesによれば、10件の評論のうち高評価は80%にあたる8件で、平均点は10点満点中7.34点となっている。

### 受賞歴
| 映画祭・賞       | 部門             | 候補                     | 結果       |
| ---------------- | ---------------- | ------------------------ | ---------- |
| アカデミー賞     | 作品賞           |                          | ノミネート |
| アカデミー賞     | 監督賞           | マイケル・カコヤニス     | ノミネート |
| アカデミー賞     | 主演男優賞       | アンソニー・クイン       | ノミネート |
| アカデミー賞     | 助演女優賞       | リラ・ケドロヴァ         | 受賞       |
| アカデミー賞     | 脚色賞           | マイケル・カコヤニス     | ノミネート |
| アカデミー賞     | 撮影賞（白黒）   | ウォルター・ラサリー     | 受賞       |
| アカデミー賞     | 美術賞（白黒）   | ヴァシリス・フォトポロス | 受賞       |
| 英国アカデミー賞 | 作品賞           |                          | ノミネート |
| 英国アカデミー賞 | 最優秀外国男優賞 | アンソニー・クイン       | ノミネート |
| 英国アカデミー賞 | 最優秀外国女優賞 | リラ・ケドロヴァ         | ノミネート |